# Equitable Life Building
O Equitable Life Building foi o primeiro prédio comercial a ter elevadores. Sua construção começou em 1868 e foi finalizado em 1870, é considerado por muitos o primeiro arranha-céu da história. O prédio possui 8 andares em 43,3 metros de altura. Localizava-se no número 120 da broadway em Nova Iorque. O prédio foi destruído por um incêndio em 1912.